# Hans Bürgin
Hans Jakob Bürgin (* 16. Mai 1904 in Lübeck; † 25. Januar 1977 in Kappeln) war ein deutscher Lehrer (Oberstudienrat) sowie Forscher, Sammler und Herausgeber von Werken Thomas Manns.

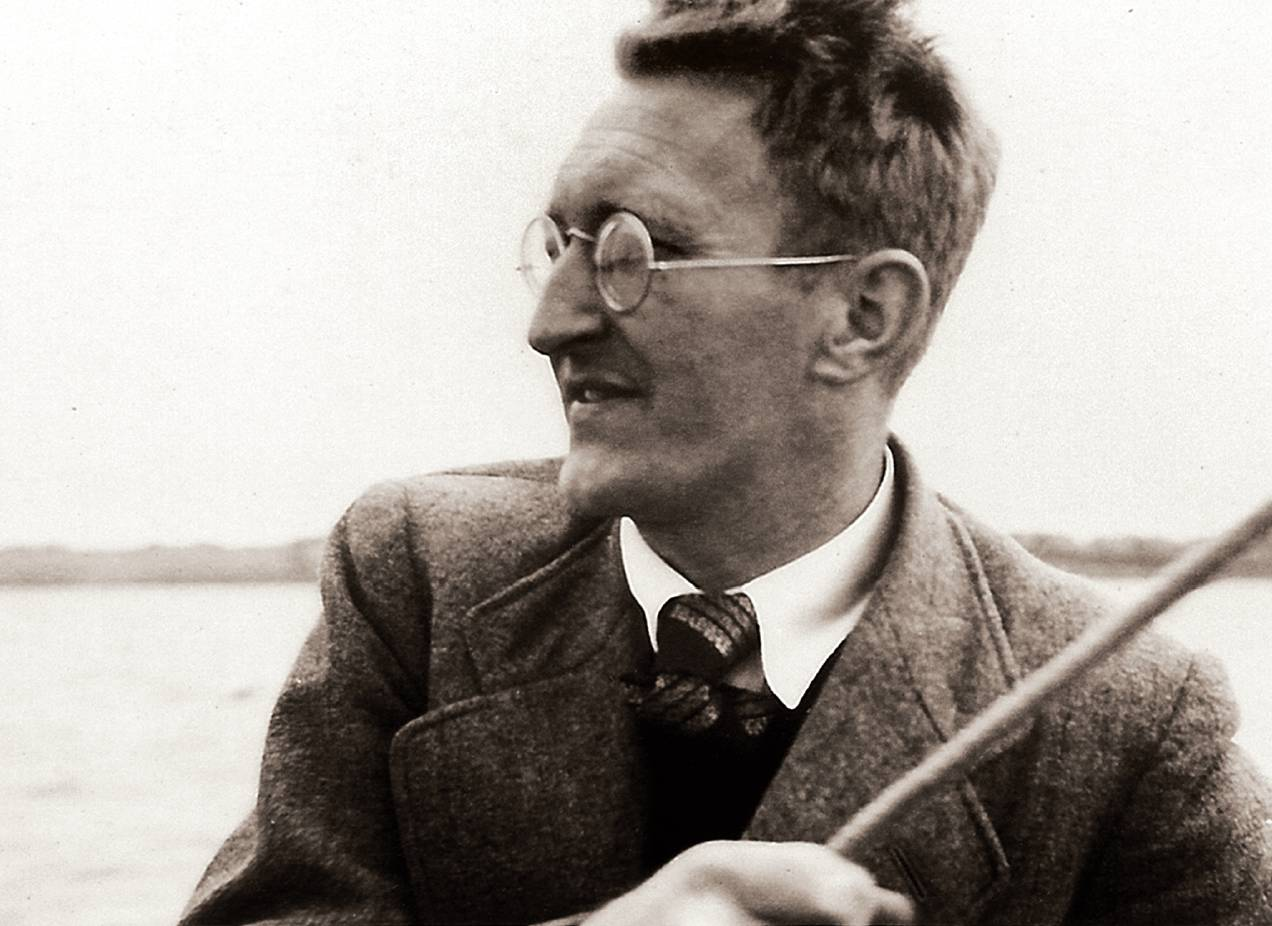
Hans Bürgin, 1935

## Leben
Hans Bürgin war der Sohn des Kaufmanns und Personalchefs eines großen Lübecker Kaufhauses. Er ging zur Oberrealschule des dortigen Katharineums, die auch Thomas Mann besuchte. Während der „Nordischen Woche“ in Lübeck im September 1921 faszinierte ihn ein Vortrag von Thomas Mann mit dem Titel Goethe und Tolstoi so sehr, dass er damit begann, Bücher und Schriften des Dichters zu sammeln. Nach dem Abitur studierte er von 1923 bis 1929 an den Universitäten Kiel, Berlin und Heidelberg Geschichte und Anglistik im Hauptfach sowie Germanistik im Nebenfach. 1928 absolvierte er sein Doktorexamen an der Universität Kiel. Promoviert wurde er bei dem Historiker Friedrich Wolters mit der Dissertation Der Minister Goethe vor der Römischen Reise. Seine Tätigkeit in der Wegebau- und Kriegskommission.
Nach der Promotion trat er 1929 als Referendar in den Schuldienst ein und bot gleichzeitig Thomas Mann an, ein Verzeichnis über dessen Veröffentlichungen sowie eine Bibliografie seiner dichterischen Werke und zahlreichen Publikationen anzulegen. Auch bot er an, für Mann als Sekretär zu arbeiten, wozu es aber wegen Manns Emigration im Jahre 1933 nicht kam. Dennoch setzte Bürgin die Arbeit an seiner Thomas-Mann-Bibliographie zunächst fort, bis er schließlich 1936 sein Projekt für die nächsten zehn Jahre aufgeben musste, da ihm der Zugang zu der für seine Arbeit nötigen Literatur von den Bibliotheken zunehmend erschwert wurde. Auch musste er während der Zeit des Nationalsozialismus seine bereits umfangreiche Thomas-Mann-Sammlung auf dem Dachboden verstecken, zumal er aufgrund seiner SPD-Vergangenheit als „politisch unzuverlässig“ galt.
Seit 1933 lebte er in Kappeln und arbeitete dort als Gymnasiallehrer an der Klaus-Harms-Schule. 1939 erhielt er dort die Ernennung zum Studienrat. 1943 wurde er jedoch in den Kriegsdienst eingezogen und geriet dann ab Juni 1944 in französische Gefangenschaft. Er kehrte 1946 in sein altes Amt zurück und nahm in seiner Freizeit seine Arbeit an Thomas Mann wieder auf. So lag 1959 schließlich „Das Werk Thomas Manns“ vor. Damit hatte Bürgin eine Bibliographie geschaffen, die noch über Jahrzehnte hinweg Gültigkeit behalten sollte und welche von den Kritikern als ein dauerhaftes Denkmal des Dichters Thomas Mann gewürdigt wurde.
1960 gab Bürgin als maßgeblicher Mitherausgeber zum fünften Todestag Thomas Manns die „Gesammelten Werke“ als erste deutsche Ausgabe in zwölf Bänden heraus. Dieses Werk sollte bis 2002 die entscheidende Grundlage für die weltweite Thomas-Mann-Forschung bilden. Zusammen mit Peter de Mendelssohn erweiterte Bürgin diese Ausgabe 1974 noch einmal, indem er einen zusätzlichen 13. Band mit tausend Seiten aus zum Teil unveröffentlichten Nachträgen publizierte. Zusammen mit Hans-Otto Mayer verfasste er 1965 die rekonstruierte Autobiographie Thomas Mann. Eine Chronik seines Lebens, die international so große Beachtung fand, dass sie auch in japanischer und amerikanischer Übersetzung veröffentlicht und als fundamentales Werk und Meilenstein der Forschung ausgelobt wurde. Das Werk verkaufte sich bis 1967 bereits 4000 Mal. Als krönenden Abschluss seines Lebenswerkes beschloss Bürgin, zusammen mit Hans-Otto Mayer alle 30.000 in Privatbesitz oder Archiven befindlichen Briefe von Thomas Mann zu erfassen. Trotz vieler Widerstände vollendeten sie das Werk. Doch die Veröffentlichung der fünfbändigen Epistolografie im Jahr 1978 erlebte Hans Bürgin nicht mehr.

## Veröffentlichungen
- Der Minister Goethe vor der römischen Reise. Seine Tätigkeit in der Wegebau- und Kriegskommission. Dissertation, Verlag Hermann Böhlaus Nachf., Weimar 1933
- mit Jakob Nagel: Kappler Heimatspiel, 1951

### Veröffentlichungen zu Thomas Mann und Herausgaben
- Das Werk Thomas Manns. S. Fischer Verlag, Frankfurt/Main; Akademie Verlag, Berlin, 1959
- Herausgabe des thematisch geordneten Essaywerkes Thomas Manns. 1960
- mit Hans-Otto Mayer: Thomas Mann – eine Chronik seines Lebens. Frankfurt am Main 1965.
- mit Peter de Mendelssohn: Thomas Mann: Gesammelte Werke, Band XIII., S. Fischer Verlag, Frankfurt/Main 1974
- Die Briefe Thomas Manns. Regesten und Register, 5 Bände. S. Fischer Verlag, Frankfurt/Main 1976
- mit Hans-Otto Mayer: Die Briefe Thomas Manns. 5 Bände. Frankfurt am Main, 1977–1987